# José Martínez (compositor)
José Martínez (Madrid, 10 d'abril de 1697 - ?) fou un organista i músic compositor espanyol del xviii. Amb aquest nom es registra un famós organista del segle xviii, i un Joseph Martínez, del qual se'n conserven obres en l'Arxiu d'El Escorial, la còpia del qual data és de 1747. No es pot afirmar que sigui una sola persona, ni tampoc negar-ho.